# Deutsche Tele Medien
Die DTM Deutsche Tele Medien GmbH (ehemals DeTeMedien von Deutsche Telekom Medien) ist hauptsächlich mit der Herausgabe von Telefonbüchern (Das Telefonbuch, Gelbe Seiten, Das Örtliche) in gedruckter und elektronischer Form befasst. DeTeMedien wurde mit Wirkung zum 14. Juni 2017 an ein Konsortium aus mehreren Verlagen verkauft. Über den Kaufpreis wurde Stillschweigen vereinbart. Das Unternehmen erhielt den neuen Namen Deutsche Tele Medien GmbH.

## Geschichte

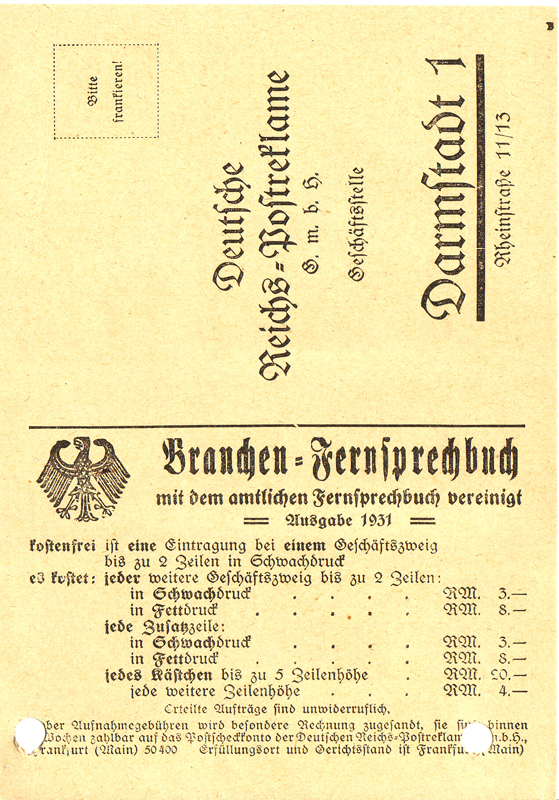
Postkarte für einen Eintrag im Branchen-Fernsprechbuch (heute vergleichbar: Gelbe Seiten) von 1931

Die Gründung erfolgte am 26. Februar 1924 als Deutsche Reichs-Postreklame in Berlin. Aufgabe des Unternehmens war die Vermarktung von Werbeflächen der Post, z. B. in Fernsprechbüchern, Flächen an und in Postgebäuden, Briefkästen, Briefmarkenautomaten, Telefonhäuschen oder auf Fahrzeugen. In den 1980er- und 1990er-Jahren trat die 1946 in Deutsche Postreklame umbenannte Gesellschaft mit Neuerungen auf dem deutschen Telekommunikationsmarkt wie der Inbetriebnahme des ersten elektronischen Telefonbuchs im Bildschirmtext 1984 oder der erstmalige Vermarktung von Telefonkarten als Werbeträger im Jahr 1988 in Erscheinung.
Die Deutsche Postreklame GmbH fiel 1989 aufgrund der Postreform I in den Bereich der Deutschen Bundespost Telekom. Seit 1990 war die Postreklame eine hundertprozentige Tochter der Deutschen Bundespost Telekom und firmierte seit 1994 als Deutsche Telekom Medien GmbH, kurz DeTeMedien. Die Firmierung griff damit der Umbenennung der Muttergesellschaft vor (erst mit Inkrafttreten der Postreform II am 1. Januar 1995 wurde aus dem öffentlich-rechtlichen Unternehmen Deutsche Bundespost Telekom die privatisierte Aktiengesellschaft Deutsche Telekom AG) mit der DeTeMedien als Tochterunternehmen.
Für die Deutsche Post AG übernahm die Vermarktung von Werbeflächen anfangs eine eigene Tochtergesellschaft, die PostConsult GmbH, später verzichtete die Deutsche Post AG auf die externe Vermarktung ihrer Werbeflächen.
2017 kam es zu einer Umbenennung von DeTeMedien zum neuen Namen Deutsche Tele Medien GmbH der Deutschen Telekom AG, diese wurde an ein Konsortium aus verschiedenen Verlagen verkauft, welches die Geschäftstätigkeit weiterführt. Am 4. April 2018 beschloss die Gesellschafterversammlung die Firma der Gesellschaft um das Kürzel DTM zu ergänzen.
2024 feierte das Unternehmen das 100-jährige Bestehen.

## Beteiligungen u. a.
- Das Örtliche Service- und Marketinggesellschaft mbH
- DasTelefonbuch Servicegesellschaft mbH
- Gelbe Seiten Marketing Gesellschaft mbH
- Searchteq GmbH
- Tele-Auskunft Online GmbH
- TVG Telefonbuch- und Verzeichnisverlag GmbH & Co. KG
- billiger.de (solute GmbH)